# Zorro le vengeur masqué
Pour plus de détails, voir Fiche technique et Distribution.
Zorro le vengeur masqué ou Le Masque noir de Zorro (Zorro's Black Whip) est un serial américain en douze chapitres de Republic Pictures sorti en 1944. Le film a été réalisé après le remake de 1940 de la 20th Century-Fox du Signe de Zorro et Republic n'avait plus les droits d'utiliser le personnage. Malgré le titre, Zorro n'apparait pas dans ce serial. L'héroïne, jouée par Linda Stirling, est appelée The Black Whip (Le Fouet Noir) tout du long.
L'histoire se déroule en 1889, peu de temps avant l'intégration de l'état de l'Idaho dans les États-Unis. Deux camps s'affrontent, les méchants voulant empêcher cette intégration.
Des morceaux de ce serial furent réutilisés dans d'autres serials tels que Zorro le diable noir (Don Daredevil Rides Again, 1951) et Le Triomphe de Zorro (Man with the Steel Whip, 1954) malgré le fait que le rôle principal de ces deux films soit joué par un homme.
Ce serial fut proposé sous forme de deux films pour une exploitation en salles. En France, ces deux films ont pour titres Zorro le vengeur masqué et Zorro et la femme au masque noir.

## Synopsis
1889, Idaho.
Dan Hammond, propriétaire d'une compagnie de diligences et citoyen influent du conseil, est secrètement opposé à ce que l'Idaho devienne un État — car la protection du gouvernement détruirait l'organisation qu'il a construite — et organise des raids contre des citoyens et des colons tout en cachant son identité de chef des bandits. Le marshal de la ville est sans pouvoir pour agir hors de sa juridiction passé les limites de la ville. Randolph Meredith, le propriétaire du journal de la ville, sous l'identité du Black Whip, s'oppose aux bandits mais finit par se faire tuer après avoir empêché une autre attaque. La sœur de Meredith, Barbara, experte dans le maniement du fouet et du pistolet, endosse le costume et le masque noir de Randolph et devient "The Black Whip" à la place de son frère. Elle est aidée par Vic Gordon, un agent du gouvernement des États-Unis sous couverture se faisant passer pour un ingénieur géomètre des chemins de fer...

## Fiche technique
- Titre original : Zorro's Black Whip
- Titre français : Zorro le vengeur masqué, Le Masque noir de Zorro et Zorro et la femme au masque noir
- Réalisation : Spencer Gordon Bennet et Wallace Grissell
- Scénario : Basil Dickey, Jesse Duffy, Grant Nelson et Joseph Poland
- Production : Republic Pictures
- Pays de production :  États-Unis
- Langue originale : anglais
- Format : noir et blanc — 35 mm — 1.37 : 1 — son mono
- Genre : western
- Durée : 211 minutes (12 chapitres)
- Dates de sortie :
  - États-Unis : 16 novembre 1944
  - France : 28 juillet 1948

## Distribution

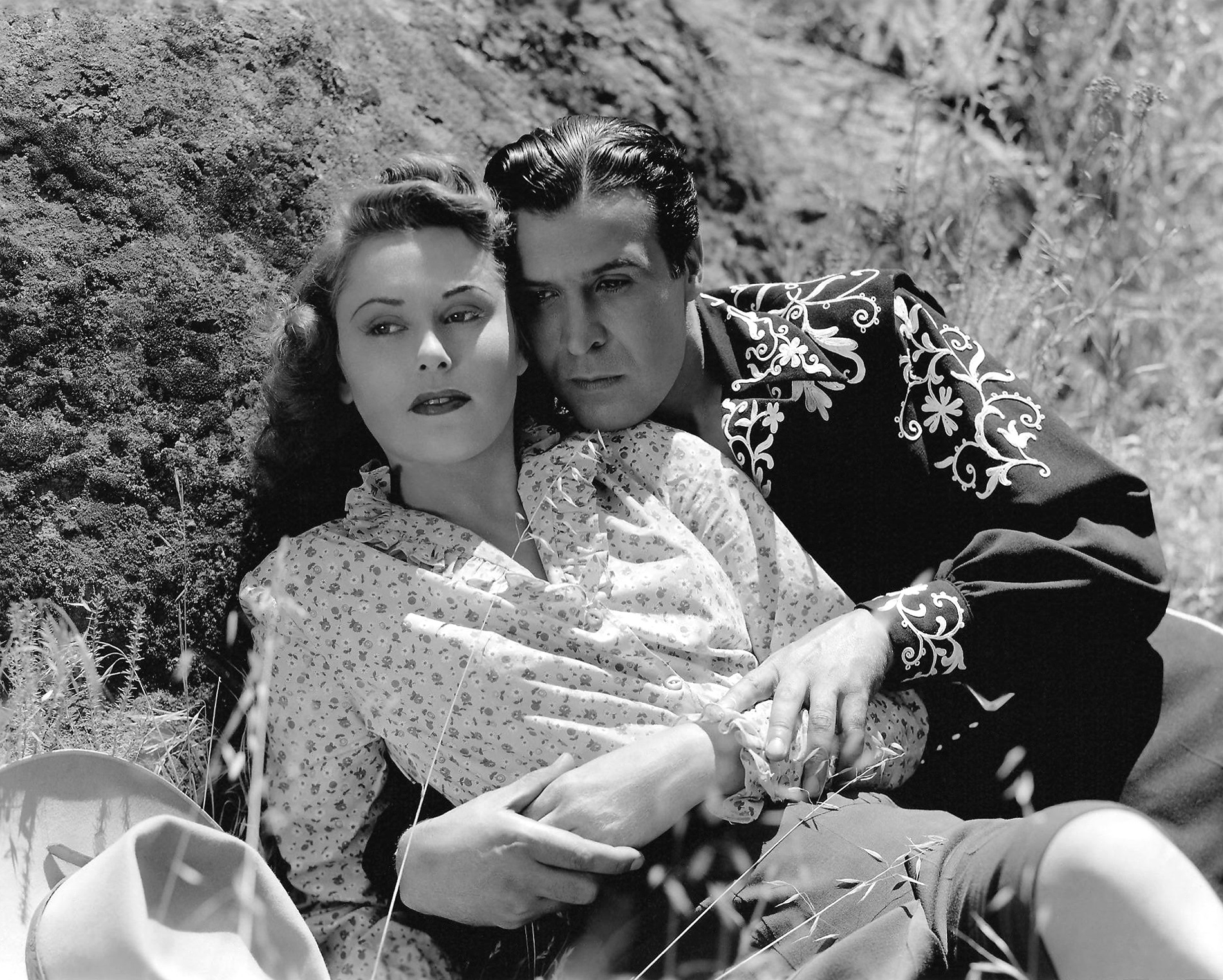
Linda Stirling et George Lewis dans Zorro's Black Whip.

- Linda Stirling et George Lewis dans Zorro's Black Whip.Linda Stirling : Barbara Meredith, The Black Whip
- George J. Lewis : Vic Gordon, agent gouvernemental et allié du Black Whip
- Lucien Littlefield : "Tenpoint" Jackson, l'employé du journal
- Francis McDonald : Dan Hammond, chef des bandits
- Hal Taliaferro : Baxter, homme de main d'Hammond
- John Merton : Ed Harris, homme de main d'Hammond
- Stanley Price : Hedges, homme de main d'Hammond
- John Hamilton : M. Walsh, le banquier
- Jay Kirby : Randolph Meredith (Chapitre 1)
- Tom London : Commissaire James Bradley

## Production
Ce serial fut mis en production, avec Linda Stirling dans le rôle principal, à la suite de la performance de l'actrice dans The Tiger Woman. Il fut tourné entre le 29 juillet et le 26 août 1944 sous le titre The Black Whip. Son numéro de production fut le 1495. Malgré les combats physiques avec elle, aucun des bandits n'a jamais réalisé que le Black Whip était une femme. Des passages de ce serial furent réutilisés dans Zorro le diable noir (Don Daredevil Rides Again) et Le Triomphe de Zorro (Man with the Steel Whip).

## Chapitres
|    | Titre anglais        | Titre français                           | Durée       |
| -- | -------------------- | ---------------------------------------- | ----------- |
| 1  | The Masked Avenger   | Le Vengeur masqué                        | 23 min 23 s |
| 2  | Tomb of Terror       | La tombe de la terreur                   | 14 min 27 s |
| 3  | Mob Murder           | Meurtre par la foule La foule meurtrière | 14 min 27 s |
| 4  | Detour to Death      | Un détour par la mort                    | 14 min 27 s |
| 5  | Take Off That Mask!  | Enlève ton masque                        | 14 min 26 s |
| 6  | Fatal Gold           | L’or fatal                               | 14 min 26 s |
| 7  | Wolf Pack            | La meute de loups                        | 14 min 26 s |
| 8  | The Invisible Victim | La victime invisible                     | 14 min 26 s |
| 9  | Avalanche            | Avalanche                                | 14 min 27 s |
| 10 | Fangs of Doom        | Les griffes du mal                       | 14 min 27 s |
| 11 | Flaming Juggernaut   | La grosse artillerie                     | 14 min 27 s |
| 12 | Trial of Tyranny     | Le chemin de la tyrannie                 | 14 min 26 s |

Source :